# Рахманов, Валентин Павлович
Валенти́н Па́влович Рахма́нов (2 апреля 1935 — 7 декабря 2002) — советский легкоатлет, специалист по бегу на короткие дистанции. Выступал за сборную СССР по лёгкой атлетике в 1950-х и 1960-х годах, двукратный чемпион СССР в эстафете 4 × 400 метров, победитель и призёр первенств всесоюзного значения, участник чемпионата Европы в Стокгольме. Представлял Москву и Советскую Армию.

## Биография
Валентин Рахманов родился 2 апреля 1935 года. Занимался лёгкой атлетикой в Москве, выступал за Советскую Армию.
Первого серьёзного успеха на всесоюзном уровне добился в сезоне 1955 года, когда на чемпионате СССР в Тбилиси с партнёрами по московской команде выиграл серебряную медаль в зачёте эстафеты 4 × 400 метров.
В 1956 году на чемпионате страны в рамках Первой летней Спартакиады народов СССР в Москве вновь стал серебряным призёром в эстафете 4 × 400 метров.
В 1957 году вместе с соотечественниками одержал победу в эстафете 4 × 400 метров на легкоатлетическом турнире VI Всемирного фестиваля молодёжи и студентов в Москве.
На чемпионате СССР 1958 года в Таллине завоевал серебряную награду в индивидуальном беге на 400 метров. Благодаря этому успешному выступлению вошёл в основной состав советской сборной и удостоился права защищать честь страны на чемпионате Европы в Стокгольме — в дисциплине 400 метров дошёл до стадии полуфиналов, тогда как в эстафете 4 × 400 метров совместно с Константином Грачёвым, Абрамом Кривошеевым и Михаилом Никольским занял в финале пятое место.
В 1959 году принимал участие в матчевой встрече со сборной США в Филадельфии. На II летней Спартакиаде народов СССР в Москве взял бронзу в программе эстафеты 4 × 400 метров.
В 1960 году выиграл эстафету 4 × 400 метров на чемпионате СССР по эстафетному бегу в Киеве.
В 1961 году на чемпионате СССР в Тбилиси стал бронзовым призёром в беге на 400 метров и с московской командой победил в эстафете 4 × 400 метров.
Умер 7 декабря 2002 года в возрасте 67 лет, похоронен на Перепеченском кладбище.